# Тарса (Мехединци)
Тарса (рум. Târsa) насеље је у Румунији у округу Мехединци у општини Стангачауа. Oпштина се налази на надморској висини од 178 m.

## Становништво
Према подацима из 2002. године у насељу је живело 174 становника, од којих су сви румунске националности.